# Астрономічна обсерваторія Варшавського університету
Астрономічна обсерваторія Варшавського університету (OA UW) — інститут у структурі фізичного факультету Варшавського університету .

## Історія
Обсерваторія розташована в історичній будівлі Ботанічного саду Варшавського університету на алеї Уяздовських. Ця будівля була побудована у 1820—1825 роках з ініціативи Францішека Армінського. На момент заснування обсерваторія була однією з найсучасніших у Європі. До 1873 року вона була самостійною установою, а потім увійшла до складу Варшавського університету. У 1870-х роках будівля обсерваторії була перебудована. На початку Першої світової війни частина інструментів була евакуйована до Росії.
У 1930-х роках варшавські астрономи спробували побудувати астрономічно-метеорологічну обсерваторію на вершині Піп Іван (тепер територія України) і почали там проводити спостереження. У день початку Другої світової війни Рада факультету математики та філософії Варшавського університету офіційно прийняла обсерваторію Піп Іван, але вже 18 вересня 1939 року обсерваторія була залишена.
У 1944 році німці спалили будинок обсерваторії у Варшаві разом з обладнанням і бібліотекою. Будівля була частково реконструйована в 1948—1949 роках під керівництвом Яна Домбровського. Першими післявоєнними випускниками були Марія Карпович і Конрад Рудніцький (1949), а перший докторський ступінь захистив Мацей Бєліцький під керівництвом Влодзімєжа Зонна (1956). Після війни під керівництвом професорів Стефана Піотровського (1910—1985) і Влодзімєжа Зонна (1905—1975) в обсерваторії розвивалася так звана варшавська школа астрономії.
У 1970-х роках у будівлі обсерваторії розмістився відділ астрономії Польської академії наук, який був перетворений на Астрономічний центр імені Миколая Коперника і переїхав до теперішньої будівлі центру 24 травня 1978 року.
Астрономи з обсерваторії Варшавського університету були піонерами у створенні ПЗЗ-камер у Польщі. Першу камеру такого типу Анджей Удальскіий випустив у липні 1991 року. Наступного року Удальский разом із Міхалом Шиманським почали спостереження в межах проекту OGLE. Ці спостереження проводилися за допомогою ПЗЗ-камери на телескопі Swope в обсерваторії Лас Кампанас (Чилі). З 1996 року група OGLE веде спостереження на Варшавському телескопі діаметром 1,3 м в Лас-Кампанас. Удальскі побудував три ПЗЗ-камери (у 1997, 2001 та 2010 роках), кожна з яких була більшою за попередню.

## Інструменти
Обсерваторія має два телескопи :
- 60 см — у Варшавській Північній обсерваторії в Островику біля Отвоцька,
- 1,3 м — у Варшавській Південній обсерваторії в Лас Кампанас, Чилі.

Основні проекти спостереження, які виконуються в обсерваторії:
- OGLE (Optical Gravitational Lensing Experiment) під керівництвом Анджея Удальського,
- ASAS (Автоматизоване дослідження всього неба) під керівництвом Гжегожа Пойманського .

## Організаційна структура
- Відділ спостережної астрофізики
- Відділ теоретичної астрофізики (створений у 2021 році шляхом злиття відділу позагалактичної астрономії та відділу теоретичної астрофізики)[13]
- Інструментально-дидактична лабораторія в Островику

## Директори обсерваторії
- Францішек Армінський
- Ян Барановський
- Іван Востоков
- Олександр Краснов
- Сергій Чорний
- Ян Маріан Красовський
- Фелічан Кемпіньський
- Міхал Камєнський
- Ян Гадомський
- Влодзімєж Зонн
- Стефан Піотровський
- Kazimierz Stępień
- Марцін Кубяк
- Анджей Удальський
- Міхал Шиманський

Obserwatorium Astronomiczne Uniwersytetu Warszawskiego
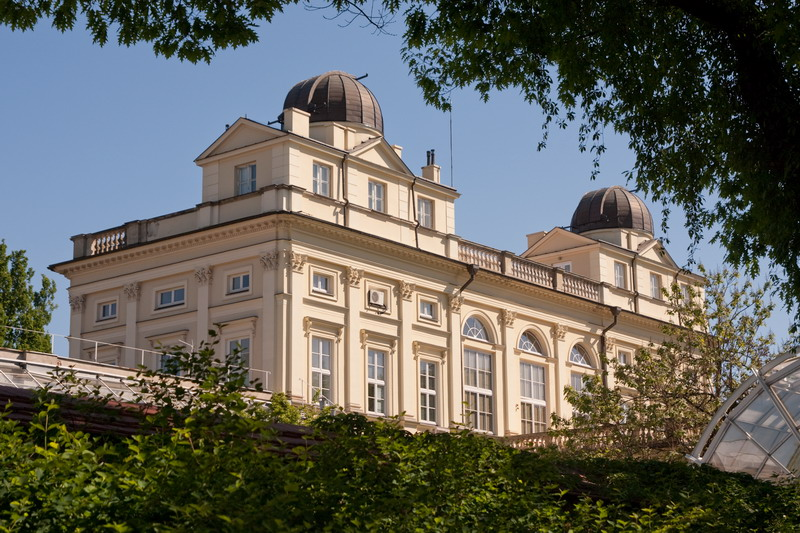
Вид з парку
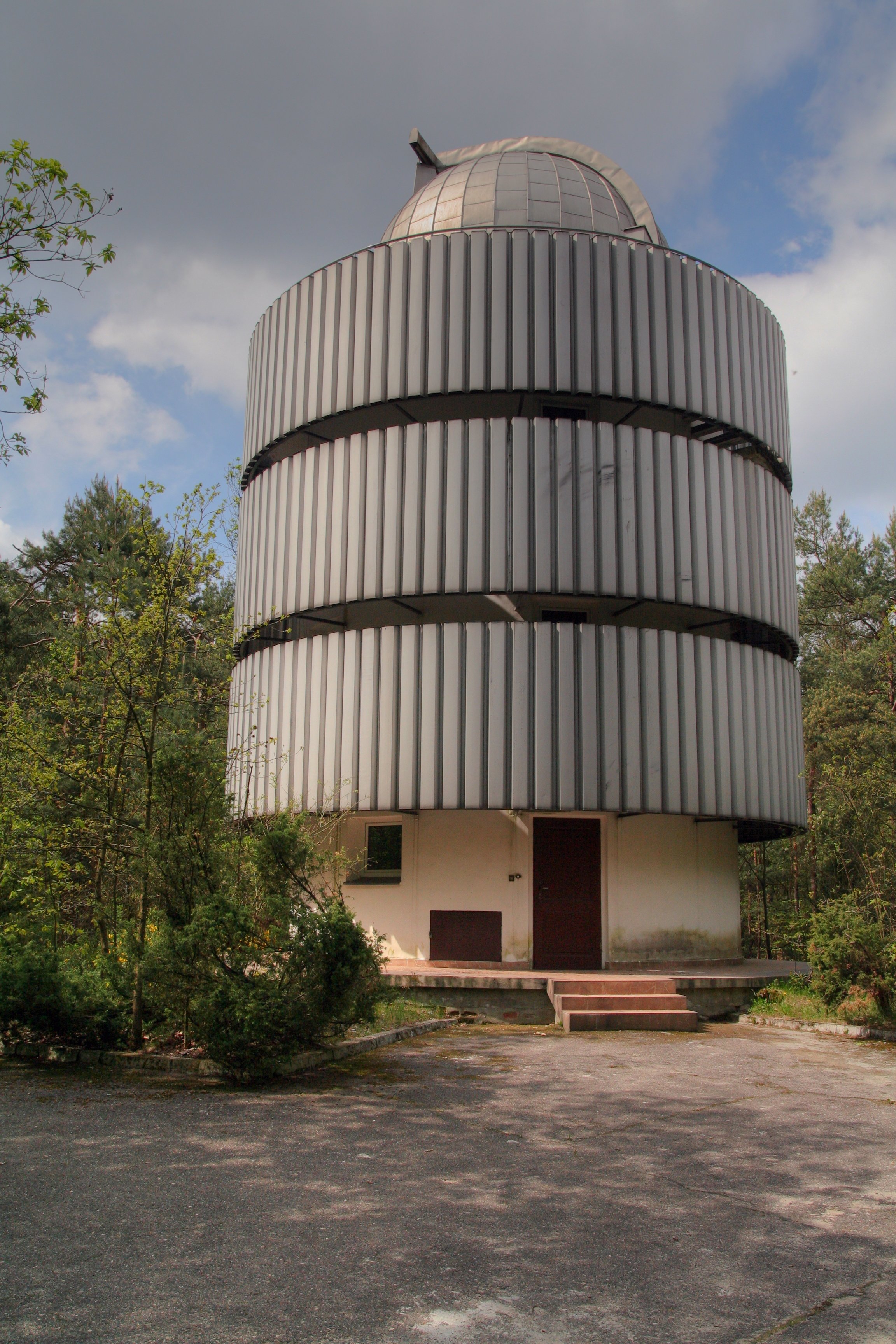
Будівля 0,6-метрового телескопа в Північній обсерваторії
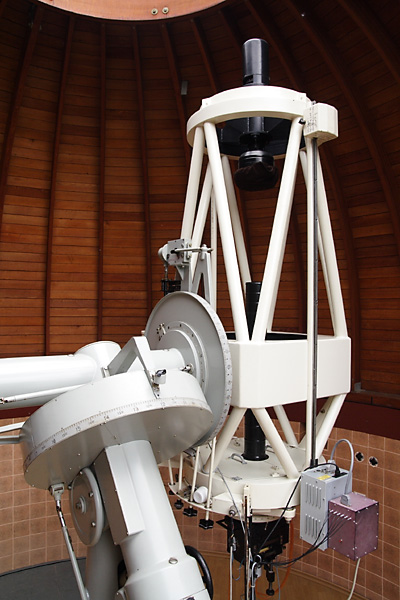
0,6-метровий телескоп у Північній обсерваторії
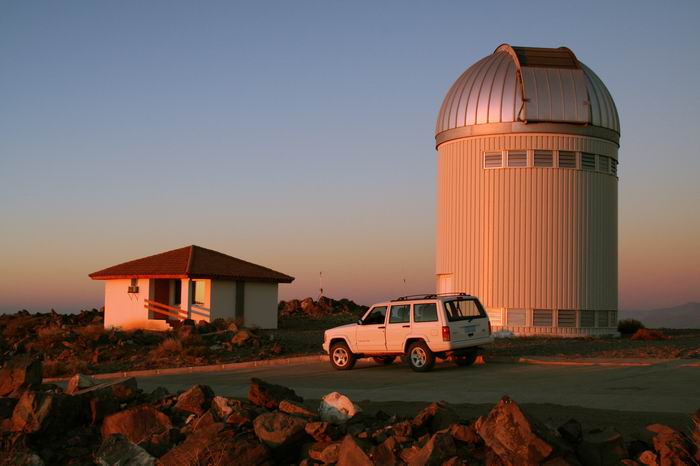
Варшавська Південна обсерваторія
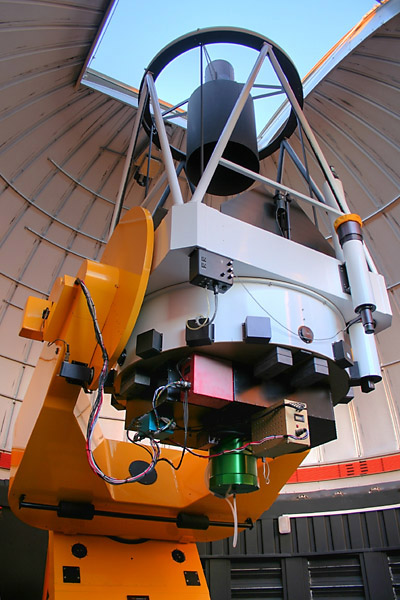
Інтер'єр купола Варшавського 1,3-метрового телескопа в Південній обсерваторії